# De Seine bij de Grande-Jatte

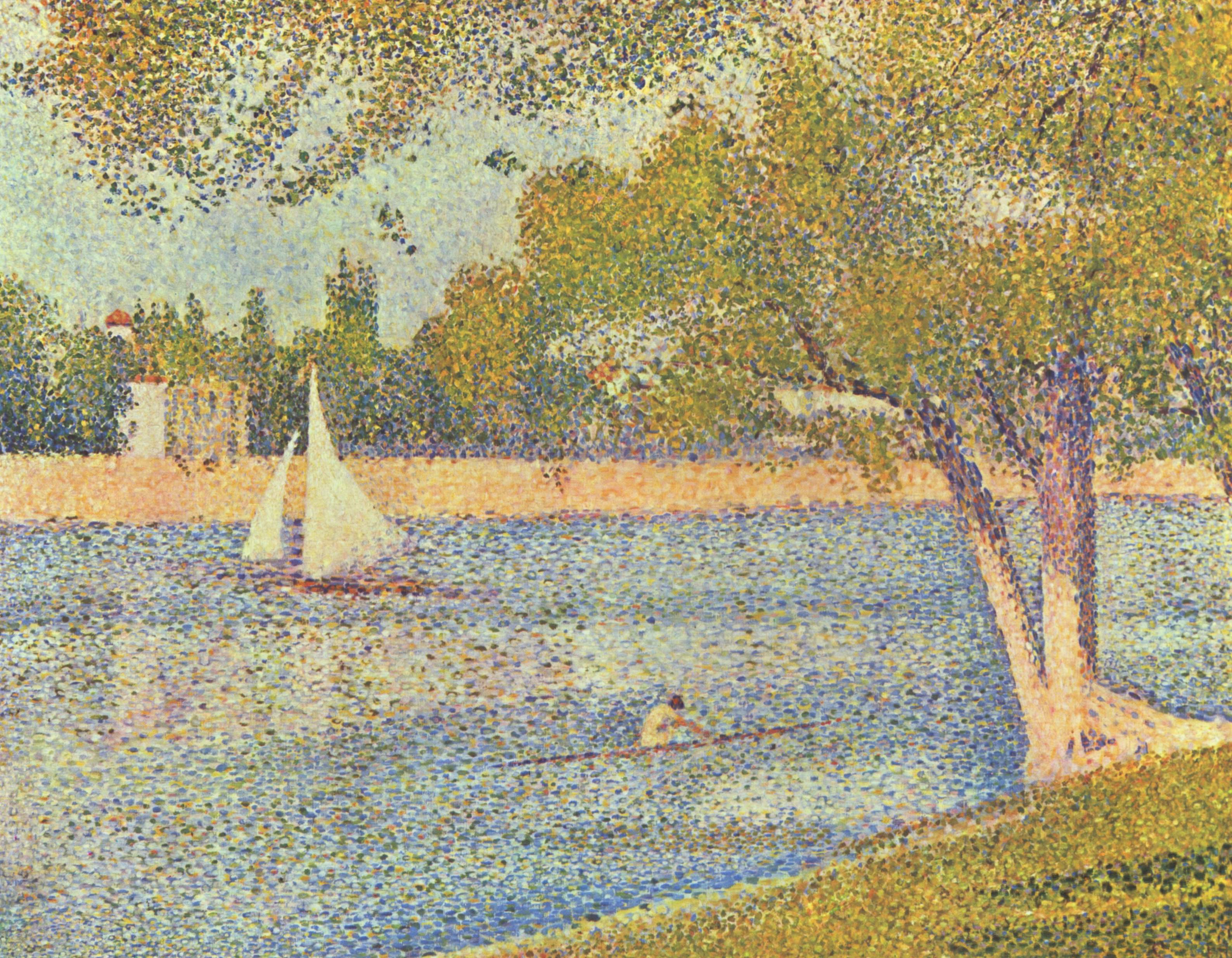
La Seine à la Grande-Jatte

De Seine bij de Grande-Jatte (La Seine à la Grande-Jatte) is een werk uit 1888 van Georges Seurat, gemaakt volgens de principes van het pointillisme.  Het behoort - dankzij de schenking van Anna Boch - tot de collectie van de Koninklijke Musea voor Schone Kunsten van België te Brussel.

## Textuur, toets en uitvoering
De verf werd zo aangebracht dat er dikke puntjes ontstonden. Van dichtbij zijn de afzonderlijke puntjes te zien, van ver vormt het hele doek een geheel en vloeien de punten in elkaar over. 
De textuur is ruw, oneffen en zichtbaar. 
De voorstelling is picturaal: de figuren zijn niet omlijnd, wat het best te zien is bij de boomblaadjes. De suggestie van driedimensionaal beeld, vooral bereikt door de boom op de voorgrond, maakt het geheel sculpturaal.

## Compositie
De Seine bij de Grande-Jatte is gebaseerd op driehoeken.
De beeldelementen zijn niet symmetrisch, maar door de plaatsing van de boom tegenover het zeilbootje en het gebouw op de achtergrond is er toch een zeker evenwicht.
Het beeld heeft zowel diagonale als horizontale als verticale richtingslijnen. De diagonale lijnen bevinden zich aan en in het water en suggereren stroming. De verticale lijnen in de boom en het zeilbootje geven, samen met de horizontale lijnen van oever en horizon, evenwicht aan het schilderij. Er is geen ritmische ordening.

## Ruimte en diepte
De ruimtelijke werking van het schilderij is verkregen door overlapping van beeldelementen (het zeil van de boot wordt voor het gebouw geplaatst) en contrast tussen scherp en wazig, vergelijk de bomen op voorgrond en achtergrond.
De oevers tonen een duidelijk lijnperspectief, maar verder is dat alleen indirect aanwezig, in het contrast tussen groot en klein zoals de boom op de voorgrond tegenover de zeilboot.
Georges Seurat heeft hier en daar gebruikgemaakt van schaduw, zoals in het gras en op de stam van de boom, maar in het algemeen is het contrast tussen lichtere en donkerdere delen klein. De omtrekken zijn niet scherp afgebakend, een sfumato-achtig effect. Door de verschillende groentinen zie je dat de achterste rij bomen “dieper” ligt, dan de boom aan de rand van het water.
Het schilderij wordt “verlicht” door een natuurlijke lichtbron: de zon, wat te zien is aan de schaduw en ook aan het zeer lichte gedeelte lucht rechts, tegenover de donkerdere hemel links. Waar de bron zich bevindt is niet goed te zien, de zon houdt zich waarschijnlijk schuil achter de blaadjes.

## Kleur
In dit schilderij komen eigenlijk enkel primaire kleuren voor, de ogen van de kijker mengen de kleuren. Er is ook zwart en wit gebruikt.
Theoretisch gezien is er geen gebruik gemaakt van kleurtonen en –tinten. Toch neemt het menselijk oog wel kleurtonen waar zoals het blauw van de lucht en het bruin van de schors, alsook kleurtinten, bijvoorbeeld het groen van de bomen en het gras en het blauw van het water.